# Kôm Manous
Kôm Manous (égyptien : Djekâper, Ḏḳˁpr) est le site de l'ancienne capitale du 4e nome de Basse-Égypte,. L'endroit n'a été que peu exploré et est donc presque totalement inconnu. 

## Toponymie
Dans l'Égypte antique, le site a eu pour nom Djekâper : 
| I10 | N29 | D36 · Q3 | Z4 · D21 | Z1 | O49 |

| I10 | N29 | D36 · Q3 | Z4 · D21 | Z1 | O49 |

## Exploration du site
Inspecté par Daressy en 1912, à cette époque le grand monticule de Zaouiyet Razin était connu sous le nom de Kôm Manous. Le site est largement exploité pour le sebakh et une partie est occupée par des villages et des tombes modernes. Daressy donne une liste des découvertes faites lors de ses dégagements, sont inclus un bloc architectural inscrit pour Ramsès II, une statue saïte d'un fonctionnaire nommé Padihor, du règne de Psammétique Ier, ainsi que d'autres découvertes et de la poterie ptolémaïque. Le côté ouest du village correspond à des bâtiments romano-coptes en briques rouges, au nord-ouest se trouvent des colonnes en granit coptes, ainsi qu'un bloc datant de Ramsès II.
La zone a été visitée par l'enquête de l'Egypt Exploration Society de 2005, dirigée par J. Rowland, qui a fourni des données supplémentaires. De nombreuses colonnes ont été trouvées et beaucoup de poteries ont été trouvées dans le village. Un possible tambour de colonne de la période tardive, réutilisé comme meule, a été vu (à 30°24'37N 30°51'08E) et dix mètres plus loin un bloc de calcaire qui a été réutilisé comme bloc de porte dans la rue. Au coin suivant, un chapiteau de colonne a été noté dans la rue, de date incertaine. À dix mètres de là, on trouve un ancien tambour de colonne avec un trou au milieu. Il pourrait être d'époque saïte, sa grande taille ne suggère pas la période romaine ou ptolémaïque. Plus loin dans la rue, une tranchée d'environ deux mètres de profondeur était creusée pour une canalisation et la poterie de cette tranchée a été examinée. Les tessons comprenaient ceux de récipients de l'Antiquité tardive (de l'époque romaine tardive et byzantine jusqu'au début de l'ère islamique). Des tessons ont été examinés à la surface de champs non plantés en bordure du village et à environ cent mètres de la route. Une autre colonne a été observée sur son côté à environ cinquante mètres du champ - utilisée sur un côté d'une porte d'entrée. L'une des dernières zones visitées dans le village présentait une rangée de colonnes probablement islamiques anciennes à l'extérieur d'un bâtiment ; elles étaient de petit diamètre et portaient des traces de peinture bleue. Ensuite, quatre autres grands piliers en granit rose ont été trouvés, un avec des cannelures et un avec une base évasée. Un autre tambour de colonne, probablement d'époque saïte, d'un diamètre d'environ un mètre, et avec un trou carré (23 × 23 cm) a été noté. Le cimetière islamique situé à l'ouest du village se trouve sur un monticule qui s'élève à environ trois mètres (à 30°25'00N 30°50'57E). Les sections en bordure du cimetière comprennent des couches riches en poterie. Il y avait une grande quantité de tessons de poterie empilés dans le coin sud-ouest du cimetière - principalement de l'Antiquité tardive avec quelques tessons plus anciens, romains.